# Rivière Chensagi Est
Pour les articles homonymes, voir Chensagi.
La rivière Chensagi Est est un affluent de la rivière Chensagi située à Eeyou Istchee Baie-James, dans la région administrative du Nord-du-Québec, dans la province canadienne de Québec, au Canada.
Le bassin versant de la rivière Chensagi Est est desservi par la route secondaire allant vers le Nord venant de Matagami et passant à 4,5 km à l’Ouest de l’embouchure de la rivière Chensagi Est. Une autre route forestière venant du Sud enjambe la rivière Maicasagi, puis la rivière Chensagi Est. La surface de la rivière est habituellement gelée du début novembre à la mi-mai, toutefois la circulation sécuritaire sur la glace se fait généralement de la mi-novembre à la mi-avril.

## Géographie
Les principaux bassins versants voisins de la rivière Chensagi Est sont :
- côté Nord : rivière Chensagi, lac Amisquioumisca, rivière Nipukatasi, lac Rocher ;
- côté Est : rivière Maicasagi, lac Moquachéa ;
- côté Sud : lac Yapuouichi, rivière Maicasagi ;
- côté Ouest : rivière Chensagi, lac Chensagi, lac Poncheville.

La rivière Chensagi prend sa source à l’embouchure d’un petit lac non identifié (altitude : 328 m). Ce lac est situé entre deux montagnes dont les sommets atteignent 402 m (au Sud-Ouest) et 429 m (au Nord-Est).
L’embouchure de ce lac de tête est située à :
- 27,9 km au Nord-Est de l’embouchure de la rivière Chensagi Est ;
- 42,8 km au Nord-Est de l’embouchure de la rivière Chensagi (confluence avec le Lac Maicasagi) ;
- 64,2 km au Nord-est du Lac au Goéland (rivière Waswanipi) ;
- 97,5 km au Nord-Est de l’embouchure du lac Matagami ;
- 233 km au Sud-Est de l’embouchure de la rivière Nottaway) ;
- 114,4 km au Nord-Est du centre-ville de Matagami.

À partir de sa source, la « rivière Chensagi Est » coule sur 53,4 km selon les segments suivants :
- 17,9 km vers le Nord pour contourner une montagne, puis vers le Sud-Ouest en formant une courbe vers le Nord-Ouest en s’écartant jusqu’à 1,4 km du cours de ce segment, jusqu’à un ruisseau (venant de l’Est) ;
- 6,8 km vers l’Ouest, jusqu’à un ruisseau (venant du Sud) ;
- 8,9 km vers le Nord jusqu’à un ruisseau (venant de l’Est) ;
- 6,1 km vers le Nord, puis vers le Ouest, en traversant des zones de marais, jusqu’à un ruisseau (venant du Nord-Est) ;
- 13,7 km vers l’Ouest en traversant des zones de marais, jusqu’à son embouchure[2].

La « rivière Chensagi Est» se déverse sur la rive Est de la rivière Chensagi laquelle coule généralement vers le Sud-Ouest en traversant le lac Chensagi avant de se déverser dans une baie au Nord-Ouest du Lac Maicasagi. Ce dernier se déverse à son tour au Sud-Ouest par le Passage Max dans le lac du Goéland lequel est traversé vers le Nord-Ouest par la rivière Waswanipi.
L’embouchure de la rivière Chensagi est située à :
- 19,9 km au Nord-Est de l’embouchure de la rivière Chensagi ;
- 30,5 km au Nord-Est de l’embouchure du Lac Maicasagi ;
- 44,4 km au Nord-Est de l’embouchure du lac au Goéland (rivière Waswanipi) ;
- 57,2 km au Nord-Est de l’embouchure du Lac Olga (rivière Waswanipi) ;
- 68,8 km au Nord-Ouest du centre du village de Waswanipi ;
- 89,5 km au Nord-Est du centre-ville de Matagami.

## Toponymie
Le toponyme « rivière Chensagi Est» a été officialisé le 5 décembre 1968 à la Commission de toponymie du Québec, soit à la création de cette commission